# Parambassis pulcinella
Parambassis pulcinella is een straalvinnige vissensoort uit de familie van de Aziatische glasbaarzen (Ambassidae). De wetenschappelijke naam van de soort is voor het eerst geldig gepubliceerd in 2003 door Kottelat.